# Bistum Pozzuoli
Das Bistum Pozzuoli (lat.: Dioecesis Puteolana, italienisch: Diocesi di Pozzuoli) ist eine in Italien gelegene römisch-katholische Diözese mit Sitz in Pozzuoli.

## Geschichte
Das Bistum Pozzuoli wurde im 1. Jahrhundert errichtet. Es ist dem Erzbistum Neapel als Suffraganbistum unterstellt.
Am 22. Mai 2021 verfügte Papst Franziskus die Vereinigung des Bistums Pozzuoli in persona episcopi mit dem Bistum Ischia. Bischof der so vereinigten Bistümer wurde der bisherige Bischof von Pozzuoli, Gennaro Pascarella, dem zwei Jahre später Carlo Villano folgte.